# No Pares
No Pares - singiel meksykańskiego zespołu RBD z ich płyty Celestial. Jest to pierwsza solówka Dulce Marii, którą wykonywałą na koncertach. Istnieją dwie wersje. Jedna śpiewana jest szybko, a druga wolno.